# Adelaide International 2 2023
Adelaide International 2 2023 — тенісний турнір, що проходив на кортах з твердим покриттям у місті Аделаїда (Австралія) з 9 по 15 січня. Належав до категорій WTA 500 та ATP 250.

## Фінальна частина

### Чоловіки, одиночний розряд
Квон Сун-ву —  Роберто Баутіста Аґут 6–4, 3–6, 7–6(7–4)

### Жінки, одиночний розряд
Белінда Бенчич —   Дарія Касаткіна 6–0, 6–2

### Чоловіки, парний розряд
Марсело Аревало /  Жан-Жульєн Роєр —  Іван Додіг /  Остін Крайчек Walkover

### Жінки, парний розряд
Луїза Стефані /  Тейлор Таунсенд —   Анастасія Павлюченкова /  Олена Рибакіна 7–5, 7–6(7–3)